# Transporte em Montreal

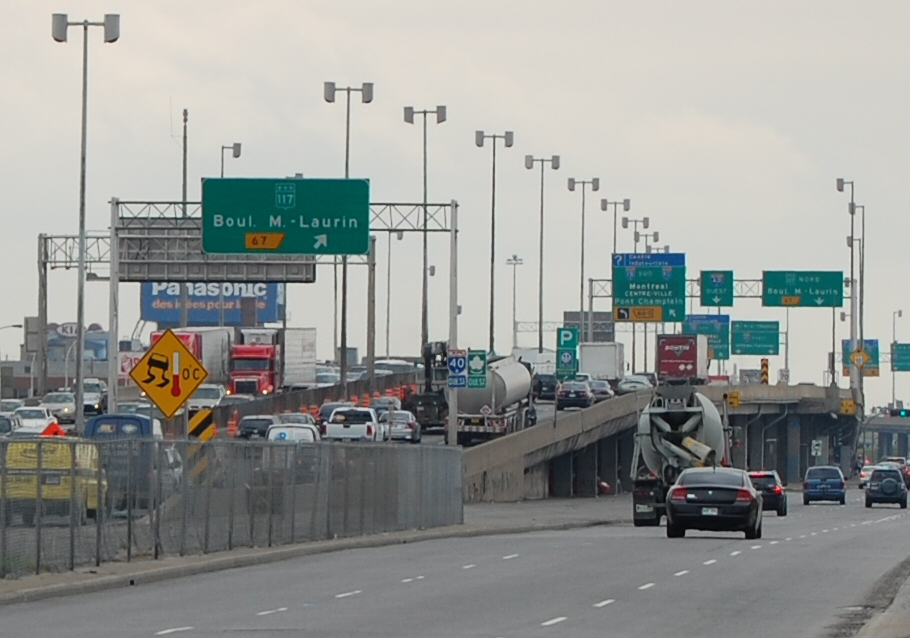
Rodovia 40 (autoroute 40), na altura de chemin de la Côte-de-Liesse.

## Aeroportos

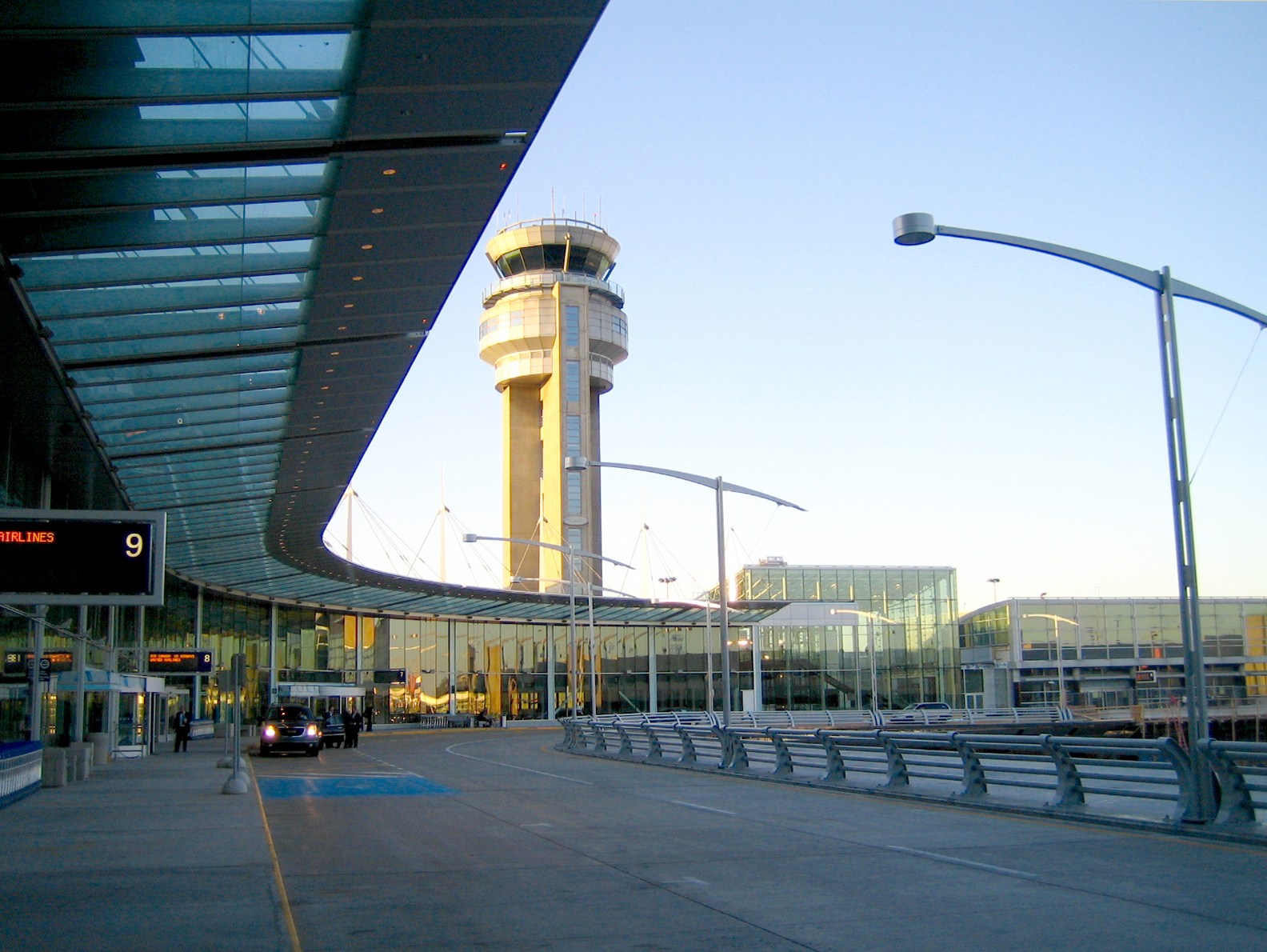
Aeroporto internacional Pierre-Elliott-Trudeau de Montréal

A cidade é servida por dois aeroportos internacionais:
- Aeroporto Pierre-Elliott-Trudeau (antigamente, aeroporto Dorval) para transportes de passageiros;
- Aeroporto de Mirabel para fretes e cargas.

## Transporte marítimo

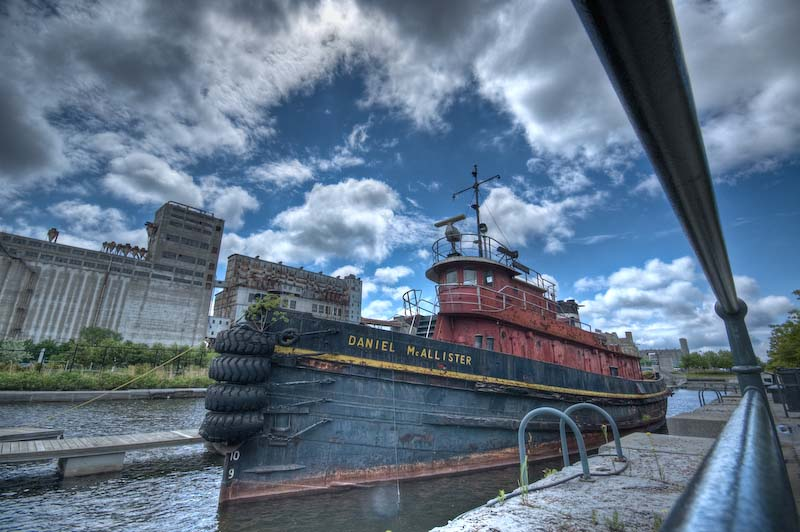
O rebocador Daniel McAllister.

## Transporte público

### Trens de periferia

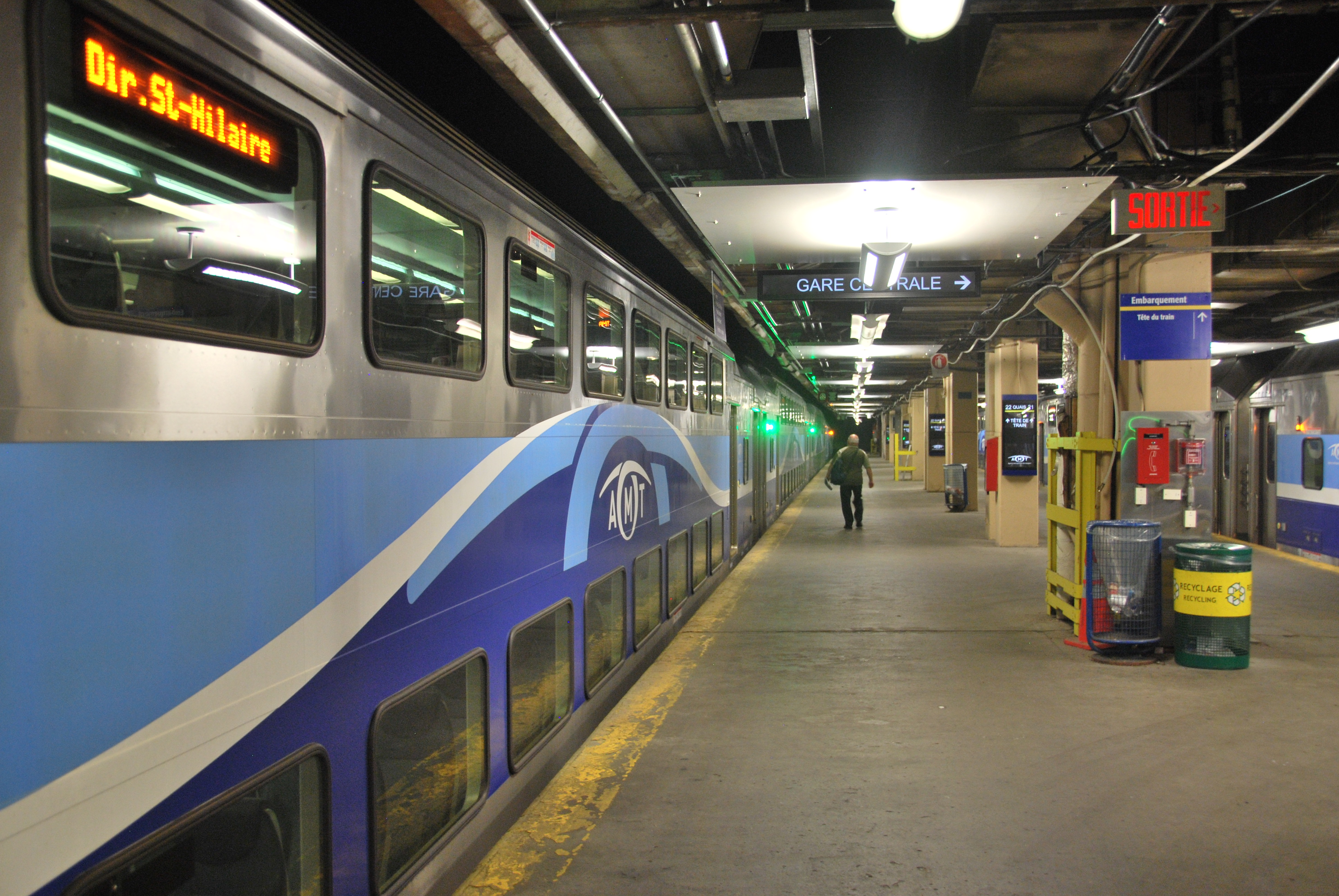
Trens de periferia na Estação Central

- Ligne Deux-Montagnes ;
- Ligne Vaudreuil–Hudson ;
- Ligne Saint-Jérôme ;
- Ligne Mont-Saint-Hilaire ;
- Ligne Candiac ;
- Ligne Mascouche.

Estações ferroviários patromônio:
- A estação Central, sobre o boulevard René-Lévesque, designada em 1995;
- A estação Windsor, sobre a avenida dos Canadiens-de-Montreal, designada em 1990.

### Metrô

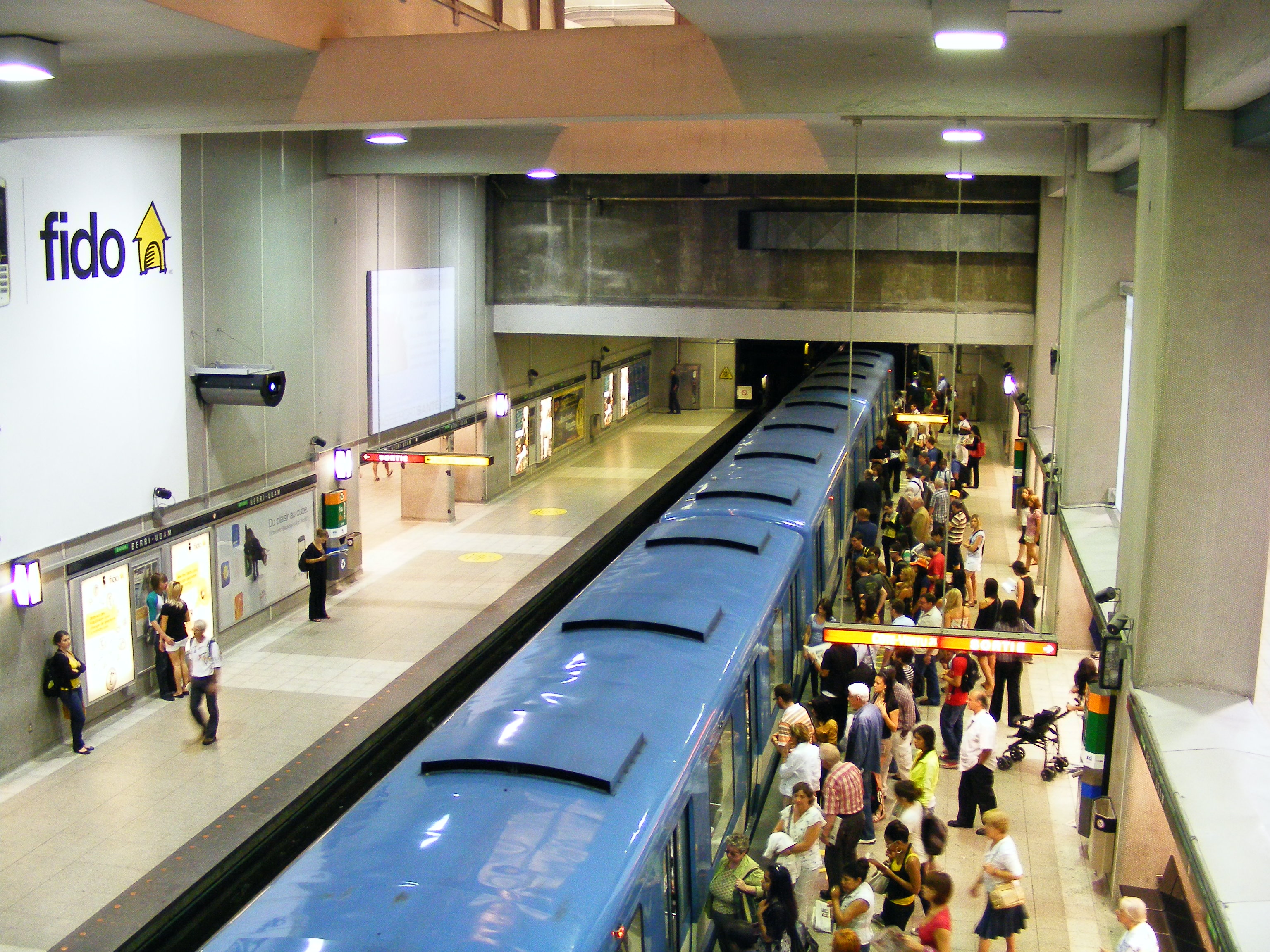
Estação Berri-UQAM em horário de pico.

### Ônibus

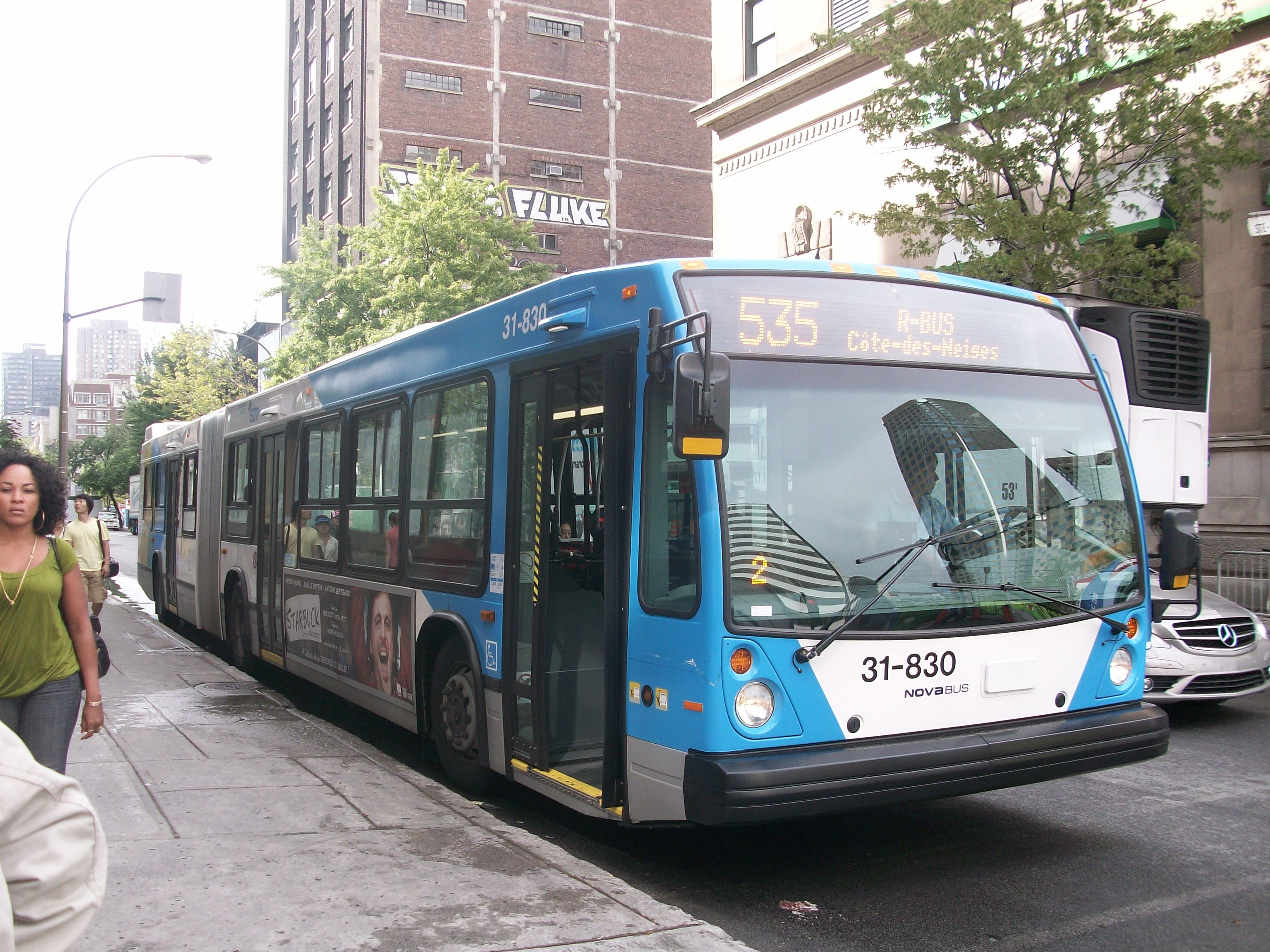
Um Nova Bus LFS articulado da STM.

### Ônibus de leito
O ponto de partida e chegada dos ônibus de leito em Montreal é na Estação "Gare d'autocars", situada no centro da cidade.

## Rede rodoviária

Mapa das rodovias de Montreal

| n° | secundária                |
| -- | ------------------------- |
| 10 |                           |
| 13 |                           |
| 15 | Route 117                 |
| 19 | Route 148                 |
| 20 | coletivamente: · 520, 720 |
| 25 |                           |
| 40 | desvio: · 440, 640        |

### Pontes

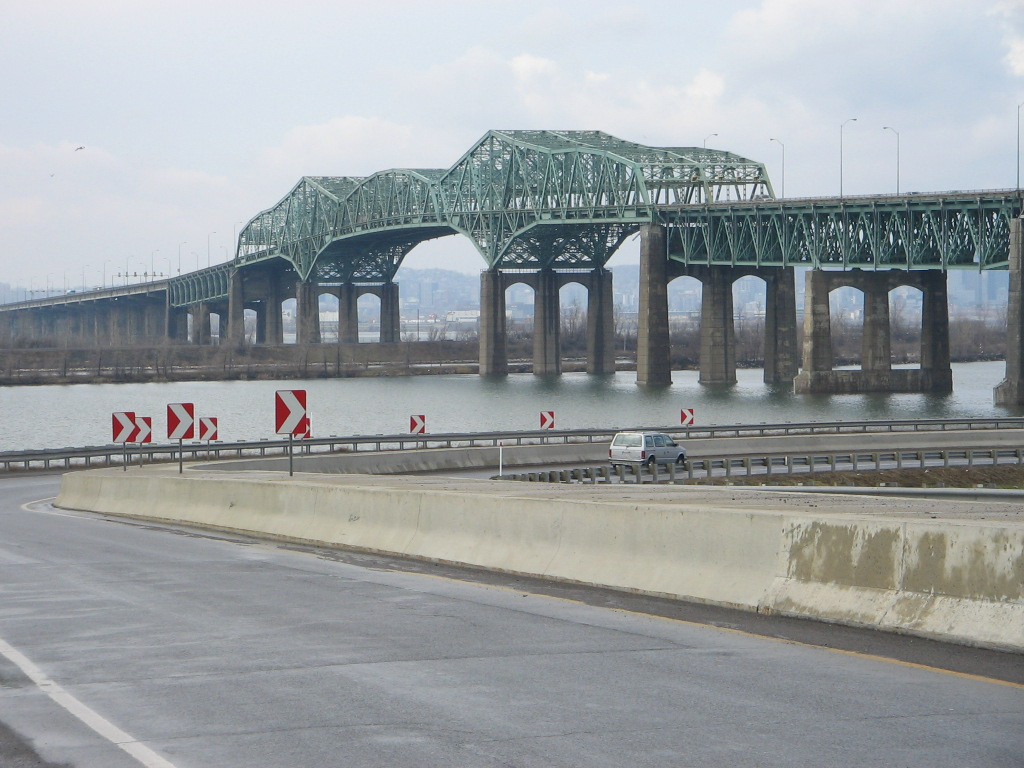
A ponte Champlain

Em 2005, o governo anunciou a intenção de construir uma nova ponte para ligar a rodovia 25 até Laval, com a ajuda de parceiros público-privados. Esta construção é alvo de críticas de ambientalistas, que preferem o investimento em transporte público no lugar de novas pontes.

## Carros
Estacionar o carro nas ruas de Montreal pode ser complicado, já que as vagas são escassas, principalmente no centro. Estacionamentos públicos e privados podem ser encontrados e os preços costumam ser alto.

## Anexos